# Bredtjärnen, Jämtland
Bredtjärnen är en sjö i Bräcke kommun i Jämtland och ingår i Ljungans huvudavrinningsområde.